# Swertia wattii
Swertia wattii är en gentianaväxtart som beskrevs av Charles Baron Clarke. Swertia wattii ingår i släktet Swertia och familjen gentianaväxter. Inga underarter finns listade i Catalogue of Life.